# Песнопой (Кырджалийская область)
Песнопой (болг. Песнопой) — село в Болгарии. Находится в Кырджалийской области, входит в общину Ардино. Население составляет 9 человек.

## Политическая ситуация
Кмет (мэр) общины Ардино — Ресми Мехмед Мурад (Движение за права и свободы (ДПС)) по результатам выборов в правление общины.